# Черва
Черва (итал. Cerva) — коммуна в Италии, располагается в регионе Калабрия, подчиняется административному центру Катандзаро.
Население составляет 1342 человека (на 2004 г.), плотность населения составляет 64 чел./км². Занимает площадь 21 км². Почтовый индекс — 88050. Телефонный код — 0961.
Покровителем коммуны почитается Пресвятая Богородица (Immacolata Concezione), празднование с 8 по 12 декабря.